# Pljevlja

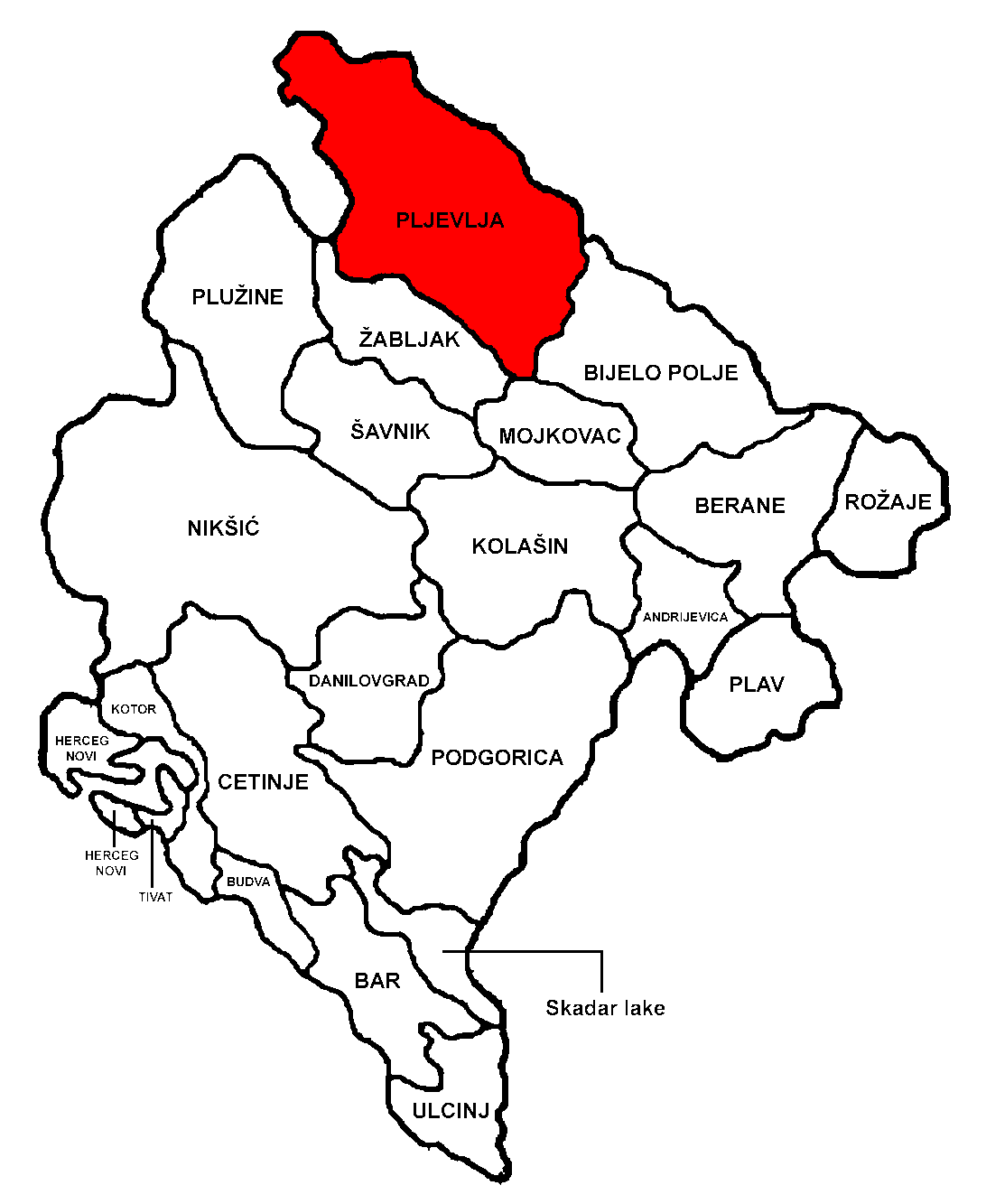
Pljevljas läge i Montenegro.

Pljevlja är en ort i kommunen Pljevlja i norra Montenegro i regionen Sandžak. Folkmängden i centrala Pljevlja uppgick till 19 327 invånare vid folkräkningen 2011. Hela kommunen hade 31 060 invånare 2011, på en yta av 1 346 kvadratkilometer.
Noterbara byggnader i Pljevlja är Treenighetsklostret och Husein-paša's moské. Romarna kallade orten för Municipium S.